# Mühlacker Vandtårn
Wasserturm Mühlacker er et 42 meter højt vandtårn i jernbeton beliggende i Mühlacker. I april 1972 stod vandtårnet færdigt efter 18 måneders opførelse. Det har en kapacitet på 610 m³ og bruges som højdebeholder i vandforsyningen.